# Bản sắc
Bản sắc (hay nhân thân, căn cước, tiếng Anh: identity) từ góc độ tâm lý học xã hội, xã hội học và nhân học là khái niệm và nhận thức của một cá thể về ba đối tượng: chính cá thể đó (nhận đồng cá nhân), cá thể khác hoặc một nhóm xã hội (ví dụ như nhận đồng quốc gia, nhận đồng văn hóa và thường được gọi là màu cờ sắc áo).

## Miêu tả
Bản sắc được định nghĩa như những cá tính khác nhau của một cá thể, hoặc được một nhóm thành viên của một nhánh hoặc nhóm xã hội đặc trưng. Bản sắc khác với nhận đồng (identification); bản sắc là một danh hiệu, trong khi nhận đồng là hành động phân định nhãn hiệu.
Tuy nhiên, bản sắc được hình thành từ quá trình nhận động của bản thể cùng với những cá thể đặc trưng khác (chủ yếu từ bố mẹ hoặc những cá thể liên quan trực tiếp đến quá khứ của bản thể, và "các nhóm" mà chủ thể thuộc về). Các cá thể này có thể tích cực – ví như truyền cảm hứng cá tính đặc trưng, giá trị và niềm tin của họ cho bản thể (quá trình nhận đồng lý tưởng), hoặc tiêu cực – khi chủ thể muốn cắt đứt những cá tính đặc trưng đó (quá trình phản nhận đồng tự vệ).
Bản sắc dưới góc độ tâm lý xã hội liên quan đến các khái niệm hình ảnh cá nhân (hình mẫu tinh thần của một người về chính họ), tự tin cá nhân và bản thể cá nhân. Từ đó, Peter Weinreich, giáo sư Tâm lý học, đại học Ulster, định nghĩa: "Bản sắc của một cá thể là tổng thể của phân giải cá nhân, qua đó cách mà cá thể phân giải chính mình ở hiện tại được tiếp tục từ cách cá thể phân giải chính mình trong quá khứ, cũng như truyền cảm hứng cho tiến trình phân giải chính mình trong tương lai". Định nghĩa này cho phép ta định nghĩa các khái niệm liên quan đến bản sắc, ví dụ như: "Bản sắc tộc người (ethnic identity) được định nghĩa như một phần của tổng thể phân giải cá nhân trên một số phương diện thể hiện sự tiếp nối giữa một phân giải cá nhân của tổ tiên trong quá khứ và một phân giải cá nhân trong tương lai có liên quan đến tộc người đó." 